# 乔·卢瓦尔-阿丘尔
小约瑟夫·卢瓦尔-阿丘尔（英語：Joseph Lual-Acuil Jr.；姓氏發音：LOO-ahl ah-CHU-ill；1994年4月26日—）為澳大利亞男子籃球運動員，代表南蘇丹參加國際賽。
2022年9月23日，中国男子篮球职业联赛南京同曦與卢瓦尔-阿丘尔簽約。2023年4月22日，卢瓦尔-阿丘尔加入黎巴嫩戴納摩。
2024年2月22日，卢瓦尔-阿丘尔與班加西國民簽約。9月14日，卢瓦尔-阿丘尔加盟辽宁沈阳三生。11月14日，辽宁沈阳三生與卢瓦尔-阿丘尔終止合約。12月8日，土耳其籃球超級聯賽馬尼薩引進卢瓦尔-阿丘尔。

## 外部連結
- 乔·卢瓦尔-阿丘尔在fiba.basketball（英语）
- 乔·卢瓦尔-阿丘尔在TBLStat.net（英语）
- 乔·卢瓦尔-阿丘尔在中国男子篮球职业联赛官網
- 乔·卢瓦尔-阿丘尔在Basketball-Reference.com（國際）（英语）
- 乔·卢瓦尔-阿丘尔在Sports-Reference.com（NCAA）（英语）
- 乔·卢瓦尔-阿丘尔在Eurobasket.com（球員）（英语）
- 乔·卢瓦尔-阿丘尔在Proballers（英语）
- 乔·卢瓦尔-阿丘尔在RealGM（英语）
- 乔·卢瓦尔-阿丘尔在中国篮球数据库
- 乔·卢瓦尔-阿丘尔在Flashscore（英语）